# ستيفن أمستروب
ستيفن سي أمستروب (من مواليد 4 فبراير 1950) عالم حيوان أمريكي يدرس الدببة، وخاصة الدببة القطبية. حصل على جائزة إنديانابوليس لعام 2012.

## بداية حياتها
ولد ستيفن أمستروب في فارجو، داكوتا الشمالية، حيث اهتم بالدببة في سن مبكرة. التحق بجامعة واشنطن كطالب جامعي، وحصل على درجة البكالوريوس في الغابات عام 1972. في عام 1975 تخرج من جامعة أيداهو بدرجة الماجستير في إدارة الحياة البرية. درس الدببة السوداء في وسط ولاية أيداهو من أجل أطروحة الماجستير. حصل على درجة الدكتوراه من جامعة ألاسكا فيربانكس عام 1995.
في عام 1975 ، بدأ العمل في خدمة الأسماك والحياة البرية بالولايات المتحدة في وايومنغ  حيث درس الظباء ذات القرون الشوكية والطيهوج حاد الذيل. في عام 1980 انتقل إلى ألاسكا حيث تولى إدارة مشروع أبحاث الدب القطبي الناشئ التابع لخدمة الأسماك والحياة البرية بالولايات المتحدة. في عام 1996، تم نقل منصب أبحاث أمستروب إلى هيئة المسح الجيولوجي الأمريكية. خلال السنوات الثلاثين التي قضاها في ألاسكا، درس بيئة الدب القطبي، وخاصة في بحر بوفورت. في عام 2007، أعد فريق أمستروب من العلماء تسعة تقارير أدت إلى قائمة 2008، من قبل وزير الداخلية الأمريكي ديرك كيمبثورن، للدببة القطبية باعتبارها من الأنواع المهددة بموجب قانون الأنواع المهددة بالانقراض. في عام 2010 ، نشر مقالًا في مجلة نيتشر وجد أنه حتى لو أدى تغير المناخ إلى الذوبان الكامل لحزم الجليد القطبية، فقد يعود الجليد إذا تم تبريد درجات الحرارة العالمية لاحقًا. قام بالتدريس في جامعة وايومنغ كأستاذ مساعد منذ عام 2006.
تم تكريم مساهماته في الحفاظ على الدب القطبي في عام 2012، عندما اختارته حديقة حيوان إنديانابوليس بالفائز بجائزة إنديانابوليس التي تُمنح كل سنتين. في وقت لاحق من نفس العام، حصل على جائزة أرضنا بامبي في دوسلدورف.

## نشاطة
بعد تقاعده في عام 2010، أصبح أمستروب كبير العلماء في شركة الدببة القطبية الدولية. بعد ملاحظة تأثير تغير المناخ على الدببة القطبية وموائلها في القطب الشمالي خلال مسيرته المهنية كباحث، يعمل الآن كمدافع عن الدببة القطبية ويعزز التخفيف من آثار تغير المناخ.

## الحياة الشخصية
أمستروب متزوج. يقوم هو وزوجته ببناء منزل موفر للطاقة في شمال شرق واشنطن.